# كوليرين
كوليرين (بالإنجليزية: Coleraine)‏ مدينة أيرلندية، اسم مدينة كوليرين مأخوذ من الايرلندية ويعني (زاوية من سرخس) وهي مدينة كبيرة أبريشية ومنطقة للرعايا المدنيين. وتقع بالقرب من مصب نهر بان في مقاطعة «لندنديري» في ايرلندا الشمالية. وتبعد 55 ميلاً (88.5 كم) شمال غرب بلفاست و 30 ميلا (48.3) شرق ديري، ويرتبط كلاً منهما بالطرق السريعة والسكك الحديدية المتصلة.
بلغ عدد سكان كوليرين 25.042 نسمة في تعداد أجري عام 2001. ويعتبر الدخل المتاح لكوليرين أعلى بكثير من متوسط دخل إيرلندا الشمالية. وتعتبر أسعار العقارات في منطقة الساحل الشمالي (كوليرين ويمافادي) الأعلى في إيرلندا الشمالية، حتى ان أسعارها أعلى بكثير من جنوب بلفاست الغنية. ويوجد بكوليرين العديد من المرافق والمعالم الترفيهية التي سوف تجدها عند عتبة الباب، فعلى سبيل المثال لديها: دورات بطولة الغولف والريف ذو المناظر الجميلة. كما تحتوي أيضا على مركز المدينة الآخذة ومرسى ومسرح ريفيرسايد المرموق. وتعتبر كوليرين مدينة مزدحمة خلال اليوم ولكن في الليل تصبح هادئة نسبيا، مع الكثير من حياة الليل في المنطقة الواقعة في المدن الساحلية القريبة من بورتراش وبورتيستيورات. كما تعتبر كوليرين موطن لواحدة من أكبر الجاليات البولندية في إيرلندا الشمالية. 
تقع كوليرين عند أدنى نقطة لجسر نهر بان. وحيث يبلغ عرض النهر 90 مترا. وتسمى ساحة البلدة بالألماس، وهو موقع قاعة تاون. كما تقع قرب كنسية القديس باتريك في إيرلندا. وفي عام 1960، تم بناء الحرم الجامعي أولتسر. كما جلبت مركز مسرحي عالي الجودة للبلدة على شكل مسرح (ريفيرسايد)، حيث أن جودة الإنتاج غالباً ما تكذب صغر حجم المدينة.
وقد تم تعيين منطقة كوليرين، كمنطقة نمو رئيسية في إستراتيجية التنمية في إيرلندا الشمالية. وعلى الرغم من أن عدد سكان كوليرين لايتجاوز 25,000 نسمة، إلا أن لديها حوض كبير لتجميع مياه الأمطار. ومن مميزات كوليرين، أنها تقع بالقرب من أكثر المناظر الطبيعية الاستثنائية في جميع أوروبا.
وفي عام 2002، فازت كوليرين بجوائز «بلوم» بأفضل مدينة محافظ عليها. وفي عام 2003، تم اختيار كوليرين لتمثيل إيرلندا الشمالية في المنافسة المرموقة «بريطانيا تزهر». وفي عام 2010، نالت كوليرين جائزة أفضل المدن الرئيسية المحافظ عليها في إيرلندا الشمالية، وتشيد هذه الجائزة المرموقة، المدن في جميع أنحاء إيرلندا الشمالية، لعملهم في تحسين البيئة المحلية. ولديها أيضا إذاعة محلية خاصة بها Q97.2FM.

## التاريخ
لدى كوليرين تاريخ طويل من الإستيطان، وأقرب دليل على المستوطنات البشرية في إيرلندا، الموقع الميزوليتي في جبل ساندل، الذي يعود تاريخه إلى حوالي 5935 سنة قبل الميلاد.
وحصلت هذه البلدة على اسمها من ثلاثية حياة القديس باتريك. فعندما وصل باتريك إلى الحي، استقبله الزعيم المحلي بشرف عظيم واستضافه بكرم. وكما قدم الزعيم المحلي نادسولا قطعة من الأرض لبناء الكنيسة. وكانت الأرض قريبة من نهر بان، وكانت متضخمة مع من نبات السرخس، والتي أحرقت من بعض الصبية ليتسلوا بها. وبسبب هذا الحادث، أوجدت منطقة تسمى «كول رايثن» (زاوية السرخس) التي أصبحت في وقت لاحق، كولراين وكلرين وكوليرين. وترجمه كولجان إلى اللاتينية (Secessus Filicis
وكانت المدينة واحدة من المجتمعات الحضرية النائية التي طورتها الشركات اللندنية في مقاطعة «لندنديري»(وبالتالي، مقاطعة لندنديري) في مزرعة أولستر في بداية القرن السابع عشر. ونمط الشارع المنحرف قليلاً من وسط مدينة كوليرين، هو إرث مبتكر من ممارسة تخطيط المدن وكذلك مع آثار خطوط الأسوار التي قدمتها من بلدة المزرعة مع دفاعها.
وفي عام 1637 تم إجراء مسح عام لتقرير الجمارك الذي جمعته من حسابات الجمارك المستحقة من كل ميناء وجداولهم الفرعية. من موانئ «الستر» التي في القائمة، وكانت الأولى كريكفرجس وتليها بانجور ودنجدي وسترانغفورد وكارلينجفور وكوليرين.) وكانت الجمركية المستحقة £244
وكان الترتيب على قدم المساواة. وفي القرن التاسع عشر وإلى مطلع القرن العشرين.
توسعت كوليرين بشكل كبير ومطرد بعد الحرب العالمية الثانية فتضاعف عدد السكان نتيجة للتنمية الصناعية الكبرى في الضواحي واستقرار موقع جامعة «نيو الستر» (الذي يعرف الآن باسم جامعة اولستر)
في المدينة، وكذلك توسعت التجارة وتطورت المرافق الرياضية والترفيهية. وكان هناك التوسع المطرد في المناطق الحضرية من بلدة منتصف القرن العشرين المدمجة أقل من ربع ميل مربع (2 كيلو متر مربع) وفي البلدة الحاضرة كان التشتت أكثر بكثير بحوالي 7 اميال مربعة (11 كيلو متر مربع)
وكما قتل 13 شخص بالقرب من كوليرين خلال الاضطرابات التي حلت بإيرلندا الشمالية وعشرة منهم قتلوا بسبب انفجار السيارتين مفخخة منفصلة.
ومنذ عام 1980، استمر النمو ولكن بوتيرة أقل، كما زاد عدد سكان المدينة خلال العشرين العام وحتى عام 2001 بنسبة 22٪ لتصل إلى مايقارب من 25,000 ولكن انخفض معدل الزيادة من 12٪ في 1980 إلى 8٪ في 1990.

## الحكم
لدى كوليرين مقر مجلس بورو كوليرين التي تقع على إطلالة نهر بان.
ويقع مجلس بورو بجانب المنطقة المجاورة للبمافادي، ويشكل دائرة الشرق «لندنديري» لانتخابات البرلمان و«ستمنستر» جمعية إيرلندا الشمالية وعلى الرغم من انها منطقة إدارية وأصبحت في مقاطعة «أنتريم».
ويسيطر الاتحاد على كوليرين، ويعمل مجلس التناوب لمنصب عمدة (نائب رئيس بلدية بين حزب الستر الإتحادي لحزب اولستر المتحد). والحزب القومي الاشتراكي العمالي، الحزب الإتحادي الديموقراطي (SDLP).

## السياحة
كوليرين هي المدينة الرئيسية في العالم المشهورة بساحل ممر العمالقة، الذي يستقطب أكثر من ثلاثة ملايين زائر سنويا، وتنفق ما يزيد عن 37 مليون جنيه استرليني. [11] يمكنك زيارة ساحل ممر العمالقة الشهير في العالم وركوب الحافلة السياحية لمدة خمسة وعشرين دقيقة.
تُقدم حافلات المدينة البوشميلس تقديماً جيداً وأيضاً يقدم قطار البخار الصغير جولات تكون قيد التشغيل في الصيف فتبدا جولاتها من «بوليش» وصولاً إلى ساحل ممر العمالقة.
تستغرق رحلة القطار حوالي خمس عشرة دقيقة من البلدة إلى الساحل. وتعتبر أيضا مدينة شمال كوليرين مدينة ساحلية ذات مناظر خلابة من «بورتستيوارت» مع شاطئها الرملي الناعم. كما أن منطقة «بورتراش» تعتبر جزء من البلدة.
تقع في الشمال الغربي من كوليرين قرية صغيرة من كاستل روك، مع الشاطئ الذي هو في جوهره استمرار الشاطئ في بورتستيوارت، كما أنه مفصول عن نهر بان. ومن المعالم السياحية القريبة شاطئ ضخم في بينون ستراند وميوسيندن وهو معبد، وقد بناه فريدريك أوغسطس هيرفي، وهو أسقف الكنيسة الانجليكانية القرن الثامن عشر على قمة منحدر يطل على راسب ومقاطعة دونيجال في اتجاه واحد واسكتلندا في بلد آخر. وتمكن الصندوق الوطني بإدارة الانحدار الذي كانت الغابات جزءا من قصر المطران، وعلى الرغم من أن القصر نفسه هو الآن خراب الحدائق فهو يعتبر مكانا رائعا للبحيرات الغريبة والحدائق والزهور التي تميل ميلا رائع.

## المناخ
كما هو الحال مع بقية الجزر البريطانية، تواجه كوليرين المناخ البحري مع صيف بارد وشتاء معتدل. ومحطة الطقس لمكتب الأرصاد هي أقرب مسؤول والتي هي السجلات التي توجد في الإنترنت المتوفرة في جامعة كوليرين القريبة، [12] حوالي 1 ميل إلى الشمال من وسط المدينة. ومع ذلك، توقفت الملاحظات قبل بضع سنوات وأقرب محطة للرصد الطقس الحالية في مكتب الأرصاد الجوية هو موفاناقير، حوالي 12 ميلا إلى الجنوب. وهطول الأمطار في كوليرين قمم عادة في أكثر من 100MM خلال شهر أكتوبر. والشهر الأكثر جفافا هو شهر مايو، بمتوسط تحت 60MM. [13] وفي المتوسط، فإن 173 يوما في السنة على الأقل تقريرا 1MM من المطر، والتي تتراوح بين 18 يوما في يناير كانون الثاني إلى 11 يوما خلال شهر يونيو.

## أهم الأماكن
يتميز الجانب الشرقي من المدينة بغابات ماونتساندل، الذي يحتوي على جبل ساندل الحصن، وهو الموقع القديم الذي يعتبر أقدم موقع لاستيطان الإنسان في أيرلندا. كما تم الكشف عن منازل خشبية يعود تاريخها إلى حوالي 7000 قبل الميلاد. [15] [16] ويمكن الوصول إلى الحصن من خلال غابات ماونتساندل، وتعتبر أقرب مدخل كونها الجانب وهو بالقرب من مبنى محكمة كوليرين. وإن هناك حصن آخر يبعد حوالي 2 ميلا إلى الجنوب من ماونتساندل واحدة بالقرب من قرية صغيرة تسمى لوفان.

## شخصيات بارزة
ومن ضمن الناس المعروفة من كوليرين: الممثل جيمس نسبيت والممثلة ميشيل فيرلي والروائي ماجي فاريل وديفيد كانينغهام من فرقة فلاينق ليزاردز (وهي فرقة روك موسيقية) واللاعب أندر تريمبل في نادي الاتحاد الرقبي الستر وايرلندا، والسيدة البريطانية بطلة التزلج جينا مككوركيل، والمغني الشعبي داميان أوكين وألان كامبل في أولمبياد المجدفون في المملكة المتحدة عام 2012، وبيتر تشامبرز، وريتشارد تشامبرز وريتشارد أرشيبالد. وقد نشأ في كوليرين حارس المرمى هاري جريج MBE، الذي يعرف أحيانا كبطل لكارثة ميونخ الجوية. ديف McElfatrick، الكاتب المساعد لـ الكيمياء والسعادة موطن المدينة.
وكانت كوليرين أيضا موطن أندرو بونار لو ورئيس وزراء المملكة المتحدة لفترة قصيرة في 1920s. كما عاش في منزل القس بجوار كنيسة المشيخية كوليرين 1 على شارع الدير.
وكان أسلاف جيمس نوكس بولك، الرئيس الحادي عشر للولايات المتحدة، من بين أول المستوطنين لـ الستر الاسكتلنديين، ومن ثم هاجرت من كوليرين عام 1680 لتصبح عائلة سياسية قوية في مقاطعة مكلنبورغ، ولاية كارولينا الشمالية.
وعاش جون آدامز المتك الذي اشتبه به بالقتل لكثير من الناس، (في منطقة ماونتساندل) من 1911 إلى 1916 وقد حضر جون لمؤوسسة كوليرين الأكاديمية. ومن ثم أصبح طبيب عام، وعمل في إيستبورن من عام 1922. وقد اتهم في عام 1957بقتل مريضان ولكن تمت تبرئته. كان، ومع ذلك، يشتبه به في وفاة 163 مريضا آخر. 
ديفي بويل، الراعي الوكيل، وكيل كوليرين تاون هول منذ سنوات وقد تم جمع مبالغ مالية كبيرة للأعمال الخيرية. ويتعهد كل عام على مسك المنصب حتى نهاية ديسمبر [18] كما قد حصل على MBE لجهوده.
سبيدي مور وهو موسيقي وحكواتي وصياد وصحفي وقد حاز على جائزة MBE وانجازاته ملموسة بشكل واضح وقد كسب القرء من اقتباساته الخاصة في مجلس العموم البريطاني. 
والشخص المميز الفيزيائي الرياضي السير توماس لايل Ranken، رائد تكنولوجيا الأشعة السينية في أستراليا ولاعب سابق في اتحاد ايرلندا الرجبي الدولي
. تشارلز فريدريك وليامز، وهو صحفي ومراسل معروف جيداً في الحرب.

## التعليم
لدى كوليرين مجموعة متنوعة من المؤسسات التعليمية على جميع المستويات.
المدارس الابتدائية والثانوية 
وتشمل المدارس المحلية:
مدرسة سانت جون الابتدائية
مدرسة المجتمع الأيرلندي في الابتدائية
أكاديمية المؤسسة التعليمية في كوليرين: مدرسة متوسطة للبنين
كلية كوليرين
مدرسة القديس يوسف المشارك التعليمية الكاثوليكية الثانوية
مدرسة كوليرين الثانوية: مدرسة المتوسط للبنات
مدرسة D.H كريستي ميموريال الابتدائية
مدرسة كيلووين الابتدائية
كلية لوريتو، كوليرين: الرئيسان التعليمية الكاثوليكية للمدرسة الثانوية
مدرسة ميلبورن الابتدائية
مدرسة القديس ملاخي الابتدائية
كلية الساحل الشمالي المتكاملة: غير طائفية
مدرسة ماكوسيكون الابتدائية

### التعليم العالي
كوليرين هو موقع حرم جامعة ألستر وتضم مباني إدارة الجامعة. فمن حرم الأصلي ما كان في الأصل جامعة نيو الستر التي اندمجت مع الستر البوليتكنيك السابقة في جوردنستاون إلى الشمال مباشرة من بلفاست في1 عام 1980 في وقت مبكر لتشكيل مؤسسة الوقت الحاضر. ويلاحظ أنها مركز عالمي للبحوث للعلوم الطبية الحيوية.
كوليرين هو الحرم الجامعي الرئيسي لجامعة ألستر

## النقل
افتتحت محطة كوليرين للسكك الحديدية في 4 ديسمبر 1855وتشترك المرافق مع مستودع حافلة اليولستربس في المدينة. ويتم تقديم خدمة المسافرين عبر خط السكة الحديدية بلفاست ـ ديري على طول الشاطئ ذو المناظر الخلابة من لوف فويل وخط السكة الحديدية، فرع كوليرين- بورتراش.
ويتم تحسين خط السكة الحديدية بلفاست-ديري ليسهل على القطارات ويتم أيضاً تحسين الطرق الدائمة، مثل: وجود المسارات والإشارات لتمكين الحصول على الخدمات بشكل اسرع.
وقد تم إغلاق محطة السكك الحديدية لحركة البضائع في 4 كانون الثاني 1965.

### التعداد السكاني
تعتبر كوليرين مدينة كبيرة (أي مع السكان بين 18,000 و 75,000 نسمة) وفي يوم التعداد (27 مارس 2011) كان هناك 59069 شخص يعيشون في كوليرين بورو (ويشمل هذا العدد البلدات والقرى الأخرى في البلدة) ومن بين هولاء:
22.3٪ كانوا أصغر من عمر 16 سنة و 16.7٪ كانوا في عمر 65 وأكثر.
47.7٪ من السكان كانوا ذكور و52.3٪ كانوا إناث.
28٪ ينتمون أو تربوا على المذهب الكاثوليكي و65.3 ينتمون أو تربوا على البروتستانتية وغير المسيحية (بما في ذلك المسيحية ذات الصلة) الطوائف.
3.9٪ من السكان بعمر 16-74 عاطلين عن العمل.

## الرياضة
لدى كوليرين العديد من النوادي مثل: نادي كوليرين الرجبي، والذي قد أنشئ عام 1921، ونادي كوليرين C.F الذي أنشئ عام 1927 وحالياً يعتبر عضواً في الدوري الممتاز IFA ونادي CLG Eoghan Rua الذي أنشئ عام 1957. وتعتبر كوليرين من الدول المستضيفة لكأس الحليب. وأيضاً تتصرف كوليرين بجزء من دائرة الشمال الغربي 200. كما تنظم كوليرين العديد من سباقات الدرجات والسيارات.
يقع نادي كوليرين للبولينج على طريق لودج وقد أنشئ عام 1903 وهو نادي يقع في فناء حديقة للعب البولينج. 
وتعتبر كوليرين بشكل عام من أنجح الفرق في NIPBA والبولينج الإيرلندي. وكما أن فريق The Bannsiders هم أصحاب كأس التحدي الآسيوي للرابطة الإيرلندية للبولينج وقد حملوا الكأس عام 2013 علماً بأنه قد تمت المطالبة به مسبقاً في عام 1921.
ويلعب نادي كوليرين كريكيت في أول دوري شمالي غربي.
وفي المنطقة المحلية ولكن ليست ضمن كوليرين، هناك عدد من ملاعب الغولف المعروفة، مثل: نادي كاستل روك للغولف، ونادي رويال بورتراش ونادي بورتسيتورات للغولف.
ولدى كوليرين نوادي مميزة للفروسية مع عدد من النوادي المجاورة. وهناك اهتمام لـ كوليرين RDA - جمعية المعاقين - (كوليرين ومجموعة الحي)، والتي توفر فرص لركوب الفرس لذوي الاحتياجات الخاصة أو ذو صعوبات التعلم والتي قد تكلف £1.75. ميدان الفروسية RDA (website www.rdacoleraine.org). وقد أوجد كلاً من SprotNI وومجلس بورو كوليرين وتبرعات أهل الحي الميدان الجديد للفروسية.
وقد تضمنت شروط المنح ذلك: توفير ميدان رياضي من الدرجة الأولى لـ RDA لركوب الفروسية وبعض الأنشطة الأخرى.
كما أن هناك أهمية خاصة لتطوير نادي OWLS الرياضي (فرص بلا حدود)، والتي سوف تسعى جاهدة لتنسيق وتطوير مجموعة كبيرة من الفرص المختلفة لذوي الاحتياجات الخاصة أو ذو صعوبات التعلم، وفي كثير من الأحيان هذه التطورات ستساعد اشقائهم.
وقد مولت SportNI هذه العملية لتسهيل وتوفير فرص للتنمية الرياضية.

## كوليرين دولياً
يوجد اسم مدينة كوليرين في دول أخرى فعلى سبيل المثال: كوليرين في ولاية مينيسوتا، الولايات المتحدة الأمريكية. وفي عام 1853 كان هناك مساح اسمه ليندسي لكلارك يعمل على بلدة تسمى معبر كريك برنس في ولاية فكتوريا، أستراليا وأطلق عليها اسم بلدة كوليرين.
وقد سُمي النبيذ من نيوزيلندا بـاسم «تي ماتا استيت كوليرين كابيرنيت / ميرلوت» على اسم مدينة كوليرين.
وقد تم تأسيس مشروع عمل الزومبا وهي مؤسسة خيرية وقد تأسست بتوجية وفي عام 2003.
من مجلس بورو كوليرين لمساعدة بلدية زومبا في جنوب ملاوي والتي تهدف إلى مساعدة بعض المواطنين في تلك المنطقة لبناء حياة أفضل لهم ولأطفالهم. وقد تم اختيار المنطقة بسبب الروابط التاريخية بين المشيخية والكنائس الكاثوليكية وملاوي التي لحقت عدداً من الاتصالات المحلية المحدودة وقد استخدمت التبرعات لتمويل أجهزة الحاسوب والتعليم والطب وغيرها من المشاريع.
وهناك شارع في مونترال، كندا يسمى بـ كوليرين في بوانت-سان شارل، والذي كان حي إيرلندي.
وتعتبر المدينة الفرنسية (لاروش موريون) تؤاماً لمدينة كوليرين.